# Zygonemertes simoneae
Zygonemertes simoneae är en djurart som tillhör fylumet slemmaskar, och som beskrevs av Corrêa 1961. Zygonemertes simoneae ingår i släktet Zygonemertes och familjen Amphiporidae. Inga underarter finns listade i Catalogue of Life.